# Onthophagus taruni
Onthophagus taruni là một loài bọ cánh cứng trong họ Bọ hung (Scarabaeidae).